# Kejsarinnan He
Kejsarinnan He (på kinesiska 何皇后), född okänt år, död 29 december 905, var en kinesisk kejsarinna ur Tangdynastin, gift med Kejsar Zhaozong och mor till kejsar Ai och prins Li You/Li Yu. Hon var även känd som kejsarinnan Jishan (積善皇后) efter det palats hon bodde i. Kejsarinnan He blev liksom sin make och söner mördad av krigsherren Zhu Quanzhong, som erövrade Tangdynastins tron och grundade den Senare Liangdynastin.

## Bakgrund
He kom från Zi-prefekturen och var inte medlem av någon mäktig familj. Hon blev gift med kejsar Xizongs bror Zhaozong. Hon beskrivs som vacker och vis, och när Zhaozong blev kejsare vid sin brors död 888 fick hon positionen Kejserlig Gemål med titeln Shufei, den näst högsta graden av kejsarens gemåler efter kejsarinna. 
År 896 tvingades familjen fly från huvudstaden efter en attack från krigsherren Li Maozhen, och år 897 utnämnde Zhaozong He till kejsarinna och hennes son till tronföljare. 
He var den första kejsarinnan i Kina på över 200 år; ingen kejsares gemål hade fått titeln sedan kejsar Dezongs gemål Wang, som fick titeln kort före sin död 786, även om många mödrar till kejsare hade fått titeln postumt eller som änka. 

## Kejsarinna
År 900 avsattes kejsare Zhaozong i en kupp av eunucken Liu Jishu efter att ha mördat några eunucker under berusning. Liu Jishu kommenderade då in sitt garde Shence i palatset och tvingade kejsaren att skriva under sin abdikation. Kejsarinnan He övertalade honom att underteckna abdikationen sedan han initialt vägrat. 
Paret fick behålla sina titlar och sattes i husarrest i Shaoyang-paviljongen medan deras son förklarades för monark. Två månader senare dödades Liu Jishu av lojalister, och Zhaozong återinstallerades på tronen. På Hes inrådan gick han med på att lämna paviljongen först efter att Li Jishus död var bekräftad. 
Zhaozongs fortsatta regering präglades av spänningar mellan rådgivare Cui Yin, allierad med Zhu Quanzhong, och eunuckerna, allierade med Li Maozhen. Paret tillfångatogs av eunuckerna och fördes till Li Maozhen i Fengxiang, som belägrades av Zhu Quanzhong. Efter att mot Hes vilja gått med på att gifta bort sin dotter med Li Maozhens son, överlämnades paret år 903 till Zhu Quanzhong, som återförde dem till huvudstaden. 
När Zhu krävde att paret skulle flytta sin huvudstad till honom i Luoyang, uppsköt kejsaren en tid detta med ursäkten att He just genomgått en förlossning och inte kunde flyttas.

## Under sonens regeringstid
Hösten 904 beslöt Zhu Quanzhong att ersätta kejsaren med ett barn och lät en grupp soldater under befäl av sin adoptivson att mörda kejsaren. Kejsarinna He skulle också dödas, men man avstod efter att hon bad hovdirektören Jiang Xuanhui om att få behålla livet. 
Hennes yngre son utropades då till kejsare, medan hon fick titeln änkekejsarinna. Kort därefter blev hennes äldre son och åtta styvsöner mördade genom strypning. Zhu Quanzhong planerade nu att själv överta tronen. 
He försökte påverka Jiang Xuanhui, rådgivare till Zhu Quanzhong, att bevara hennes och hennes sons liv efter övergången till en ny dynasti. Jiang Xuanhui blev då anklagad för att konspirera med He och avrättades. He anklagades för att ha haft ett förhållande med Jiang och avrättades, varefter hennes titel fråntogs henne postumt.    
Kina hade fick ingen ny kejsarinna igen förrän med Kejsarinnan Wang (Taizu) år 960. 